# Élection du président de la Confédération suisse de 2021
L'élection du président de la Confédération suisse de 2021 est un scrutin au suffrage indirect visant à élire le président de la Confédération suisse pour l'année 2022.
Le 8 décembre 2021, par 156 voix sur 181 valables, Ignazio Cassis (PLR) est élu président par l'Assemblée fédérale.

## Élection
Le président de la Confédération est élu par l'Assemblée fédérale, réunissant le Conseil national et le Conseil des États, parmi les membres du Conseil fédéral le deuxième mercredi de la session d'hiver.
Son mandat dure un an et correspond à l'année civile (du 1er janvier au 31 décembre). Il n'est pas immédiatement rééligible, y compris à la vice-présidence du Conseil fédéral, mais peut remplir plusieurs mandats non successifs,.

## Résultats

### Présidence
Ignazio Cassis, du Parti libéral-radical, est élu président de la Confédération par 156 des 197 bulletins valables.
| Candidats                | Candidats                | Partis                   | Voix | %     |
| ------------------------ | ------------------------ | ------------------------ | ---- | ----- |
|                          | Ignazio Cassis           | PLR                      | 156  | 79,20 |
|                          | Karin Keller-Sutter      | PLR                      | 14   | 7,10  |
|                          | Alain Berset             | PSS                      | 11   | 5,60  |
|                          | Divers                   | Divers                   | 16   | 8,12  |
|                          |                          |                          |      |       |
| Votes valides            | Votes valides            | Votes valides            | 197  | 83,12 |
| Votes blancs             | Votes blancs             | Votes blancs             | 36   | 15,19 |
| Votes nuls               | Votes nuls               | Votes nuls               | 4    | 1,69  |
| Total                    | Total                    | Total                    | 237  | 100   |
| Abstention               | Abstention               | Abstention               | 9    | 3,66  |
| Inscrits / participation | Inscrits / participation | Inscrits / participation | 246  | 96,34 |

### Vice présidence
Alain Berset, du Parti socialiste, est élu vice-président du Conseil fédéral par 158 des 204 bulletins valables.